# Luboml
Luboml (ukr. Любомль) – miasto na Ukrainie, w obwodzie wołyńskim, w rejonie kowelskim, siedziba hromady. W 2018 roku liczyło ok. 10,5 tys. mieszkańców.

## Historia

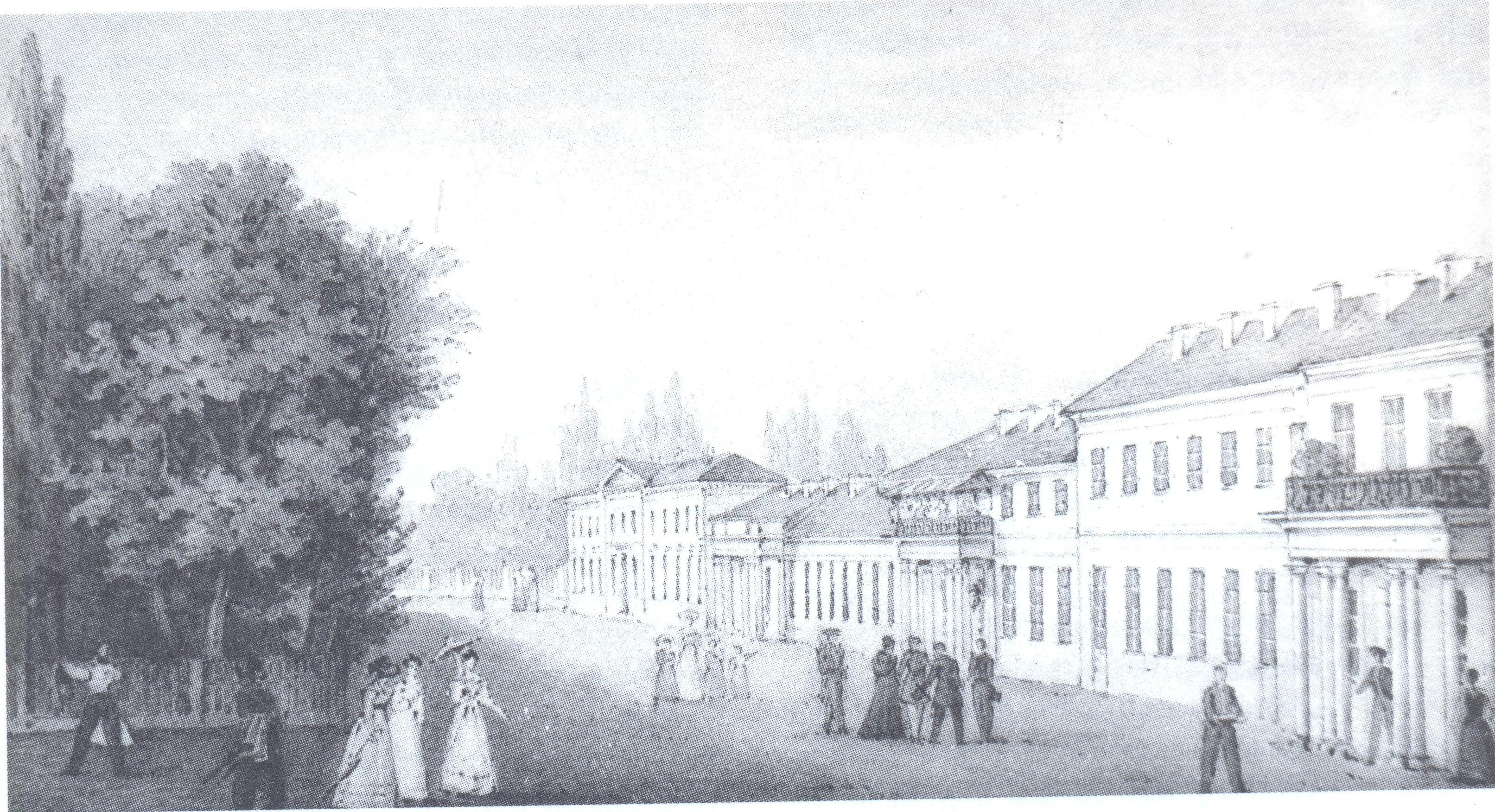
Pałac Branickich w 1827

Pierwsze wzmianki pochodzą z około 1287 roku z Latopisu Ipatiewskiego, wymieniającego Luboml jako gród ruski należący do księcia Haliskiego. W 1356 wszedł w posiadanie Polski i został nadany w dzierżawę lenną księciu bełzkiemu Jerzemu Narymuntowiczowi. Z 1507 roku pochodzi pierwsze świadectwo istnienia osiedla żydowskiego w Lubomlu. W rynku Braniccy w końcu XVIII w. urządzili osobliwe chodniki z końskich zębów na cementowym podłożu. Z czasem utworzono w tym mieście starostwo grodowe, które za Zygmunta III wcielono do dóbr stołowych królewskich. W 1659 sejm nadał je w dożywocie hetmanowi Kozaków Iwanowi Wyhowskiemu. Ostatnią starościną była w 1771 Antonina Rzewuska. U schyłku Rzeczypospolitej w Lubomlu stacjonował 4 Regiment Pieszy Buławy Wielkiej Koronnej.
W 1877 otwarto stację kolejową na trasie łączącej Chełm i Kowel. W 1883 w Lubomlu zmarł polski malarz Leopold Niemirowski.

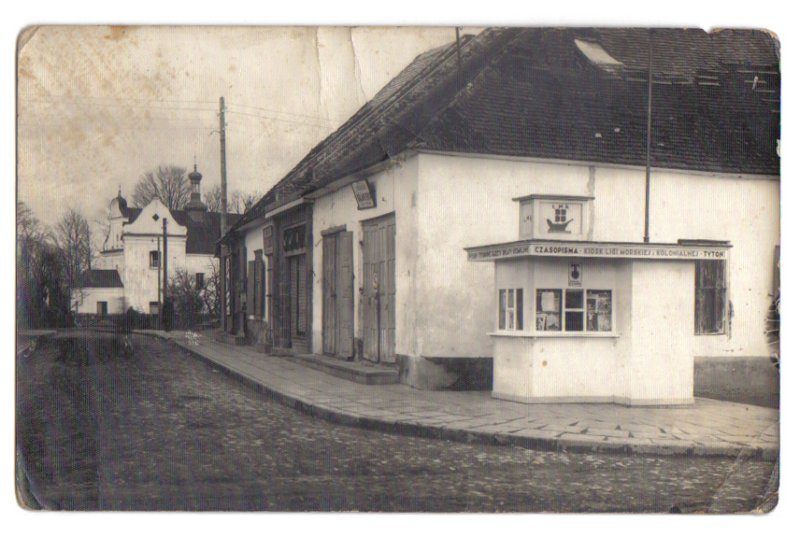
Luboml w 1935

W 1918–1919 miejsce organizacji jednostek Wojska Polskiego. Powstały tu lubomiski szwadron marszowy 1 pułku ułanów oraz Wołyńska bateria artylerii konnej. Za II RP miasto było siedzibą powiatu lubomelskiego i wiejskiej gminy Luboml. Na przedmieściach miejscowości znajdowała się wówczas wieś Zawale, a na północnym krańcu miasta istniał przysiółek Browarnia.
Do 1939 była to obok miejscowości Bereźne miejscowość o najwyższym odsetku ludności żydowskiej w Polsce. Podczas okupacji niemieckiej populacja żydowska została eksterminowana. Od 22 do 29 lipca 1941 dwa plutony 1. kompanii 314. pułku policyjnego rozstrzelały tu 273 Żydów. 6 grudnia 1941 w Lubomlu założono getto, zlikwidowane po 10 miesiącach. Niemcy wraz z ukraińską policją od 1 do 7 października 1942 rozstrzeliwali Żydów w okolicznych lasach. Zabito według różnych źródeł 3-4 lub 8 tys. osób.
Podczas rzezi wołyńskiej Luboml był miejscem schronienia polskich uchodźców z okolicznych wsi.
W pobliżu, w gromadzie Mielniki, w gminie Huszcza, znajduje się grób 18 polskich oficerów Korpusu Ochrony Pogranicza, którzy dostali się do sowieckiej niewoli, gdy ochraniali tabor brygady KOP „Polesie”. Rozstrzelano ich na oczach swoich żołnierzy, w nocy z 28 na 29 września 1939. Ich grób w 2002 został odnaleziony przez archeologów Rady Ochrony Pamięci Walk i Męczeństwa.

## Zabytki
- pałac Branickich – w końcu XVIII wieku dobra w Lubomlu nabyli hr. Braniccy i założyli tu swą rezydencję z pałacem i parkiem. W pałacu rezydował Władysław Grzegorz Branicki, wielki łowczy oraz generał i senator rosyjski, oraz jego syn Konstanty Branicki. Pałac uległ zniszczeniu, gdy w 1870 dobra przeszły na zaborczy rząd rosyjski. Pozostały tylko oficyny z XVIII w. w których Rosjanie urządzili urzędy. Mieścił się tu magistrat i kasyno. Obok pałacu pozostał dawny park, zamieniony na miejski ogród
- zamek – za panowania króla Polski Władysława Jagiełły w grodzie tym znajdował się drewniany zamek, po którym pozostały okrągłe wały obok rynku. Pod wałami są lochy i sklepione podziemia po pałacu hr. Branickich
- kościół pw. Trójcy Przenajświętszej – król Polski Władysław Jagiełło w 1412 ufundował tu pierwotnie gotycki, który był wielokrotnie przebudowywany i otrzymał w początkach XIX w. barokowy wygląd
- dzwonnica barokowa z 1640 r. przy kościele
- cerkiew Narodzenia Bogurodzicy z 1884, należąca obecnie do Ukraińskiego Kościoła Prawosławnego Patriarchatu Moskiewskiego
- cerkiew św. Jerzego z 1779 roku z fundacji hetmana wielkiego litewskiego Franciszka Xawerego Branickiego[8].
- nowy cmentarz żydowski
- stary cmentarz żydowski (niezachowany)
- Synagoga Wielka (niezachowana)

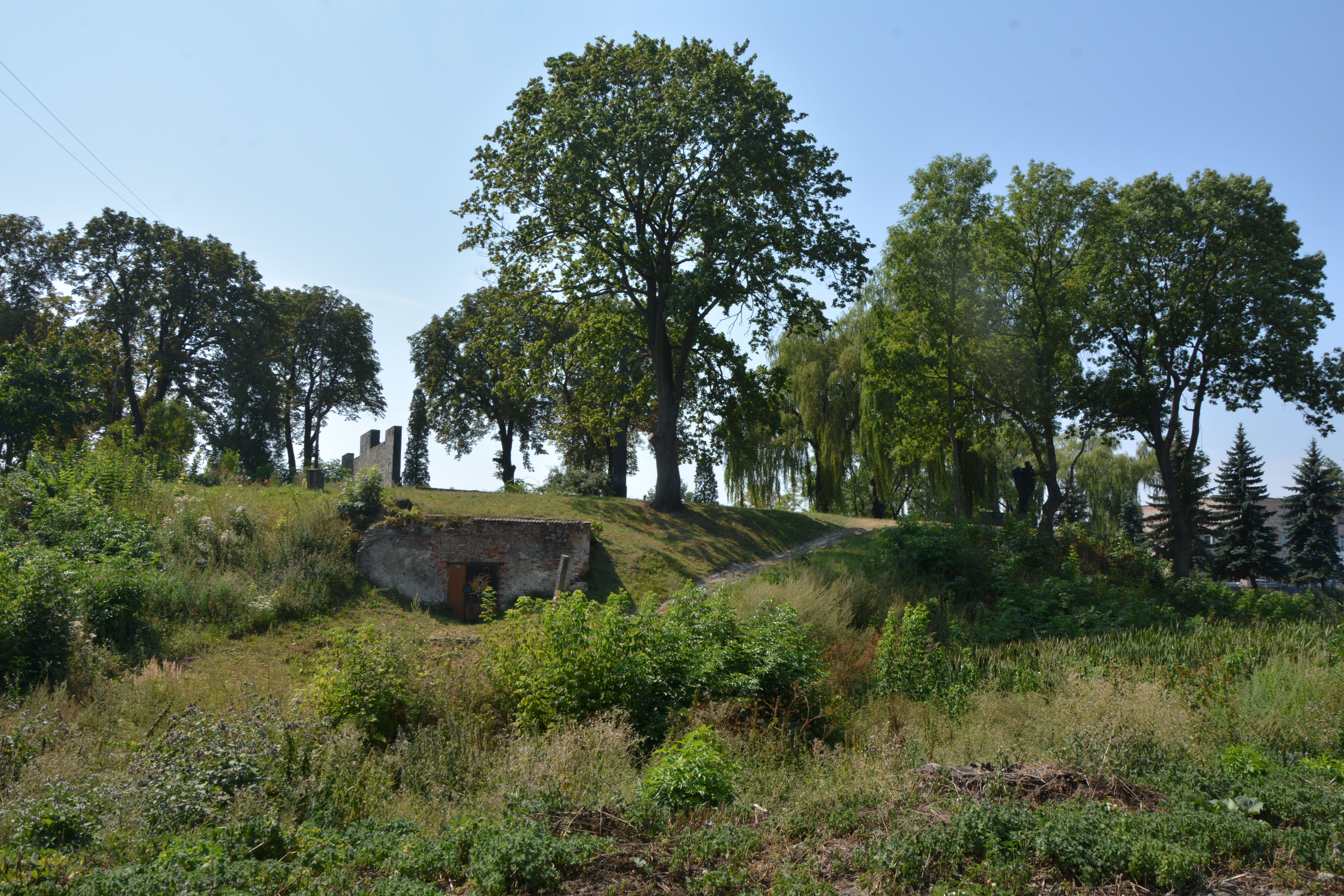
Pozostałości zamku
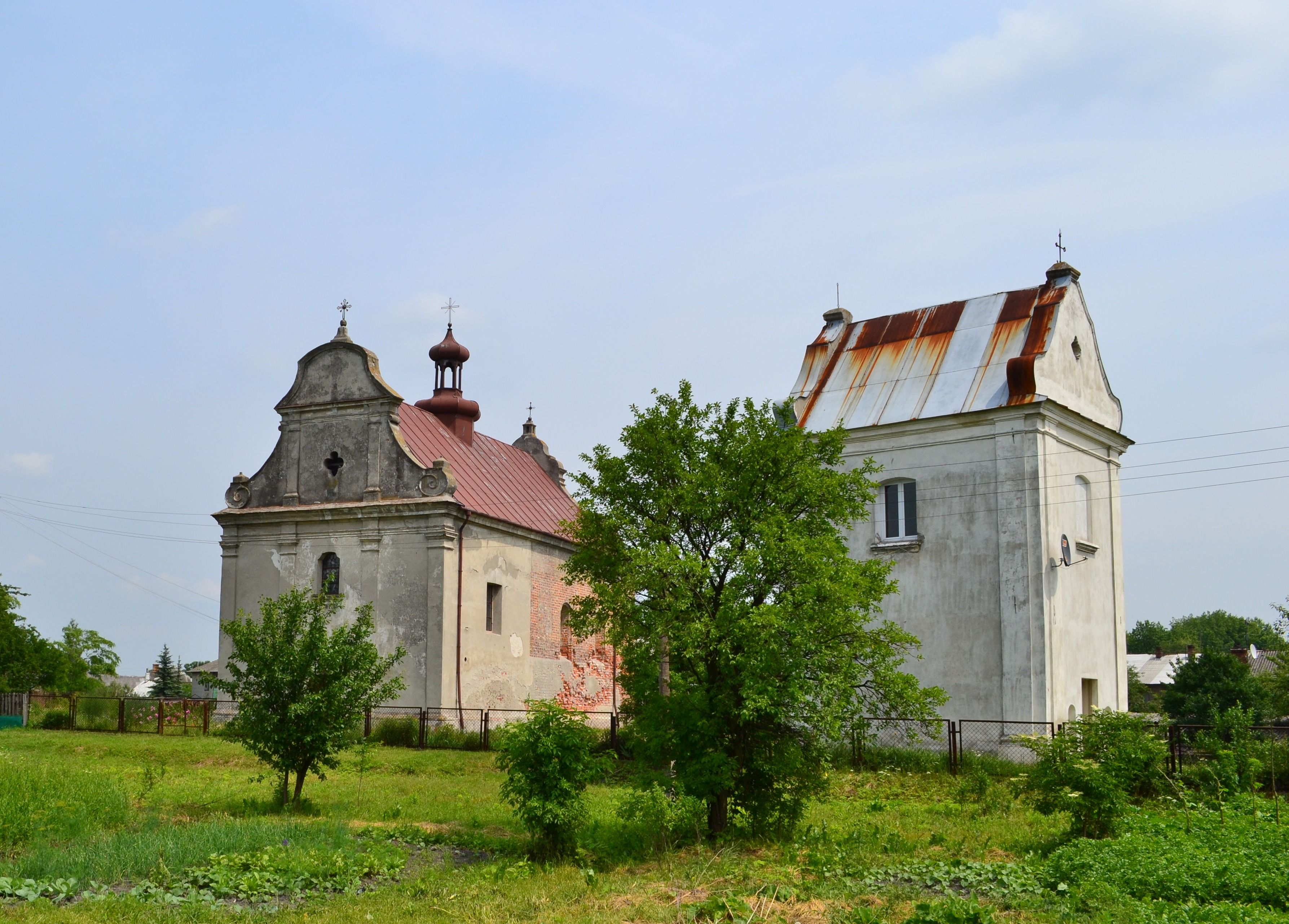
Kościół i dzwonnica
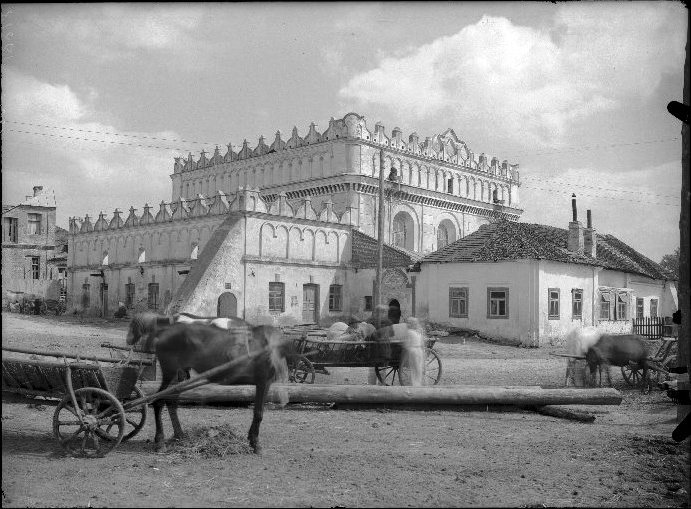
Synagoga Wielka w Lubomlu
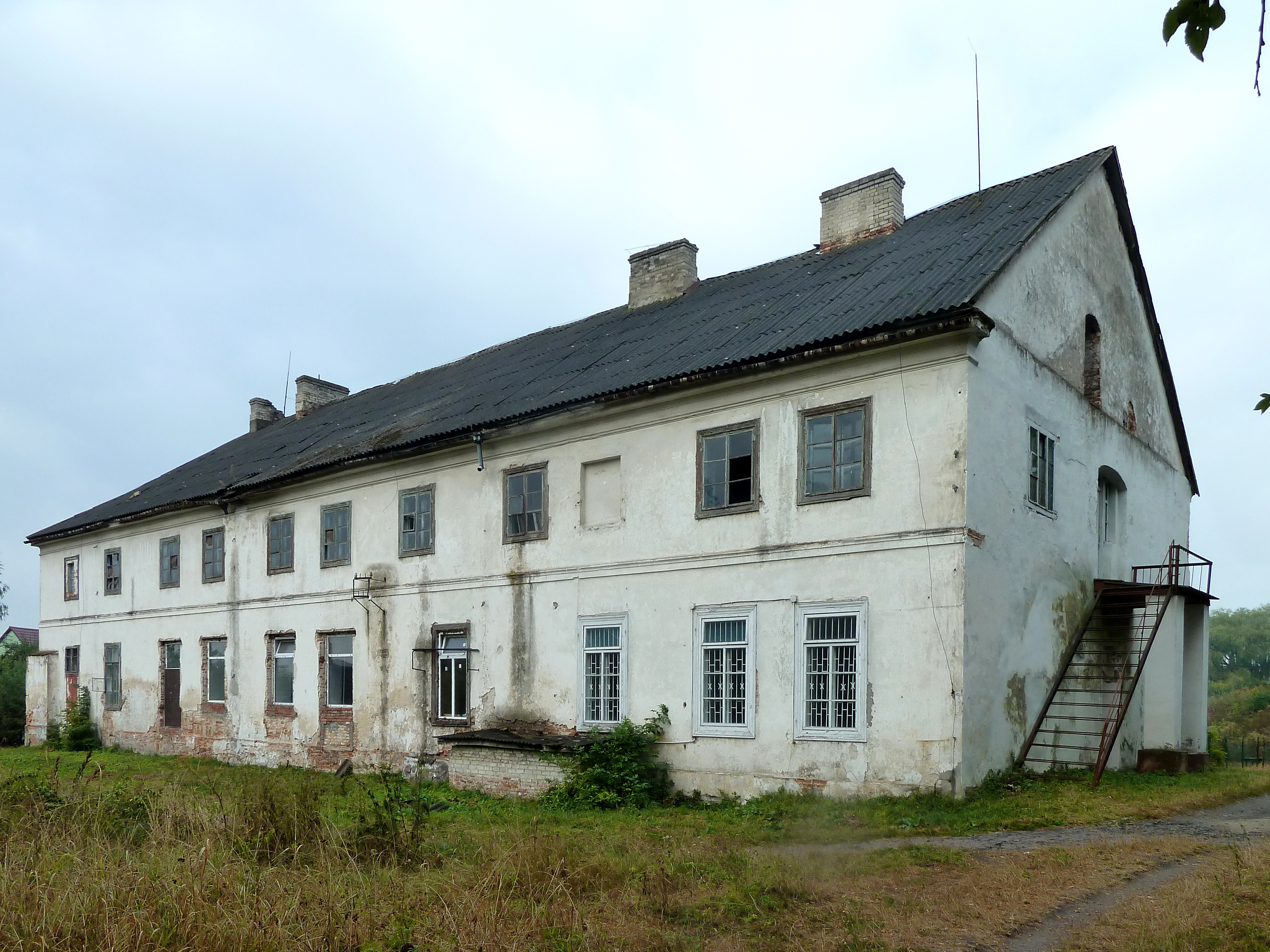
Zabudowania zespołu pałacowego
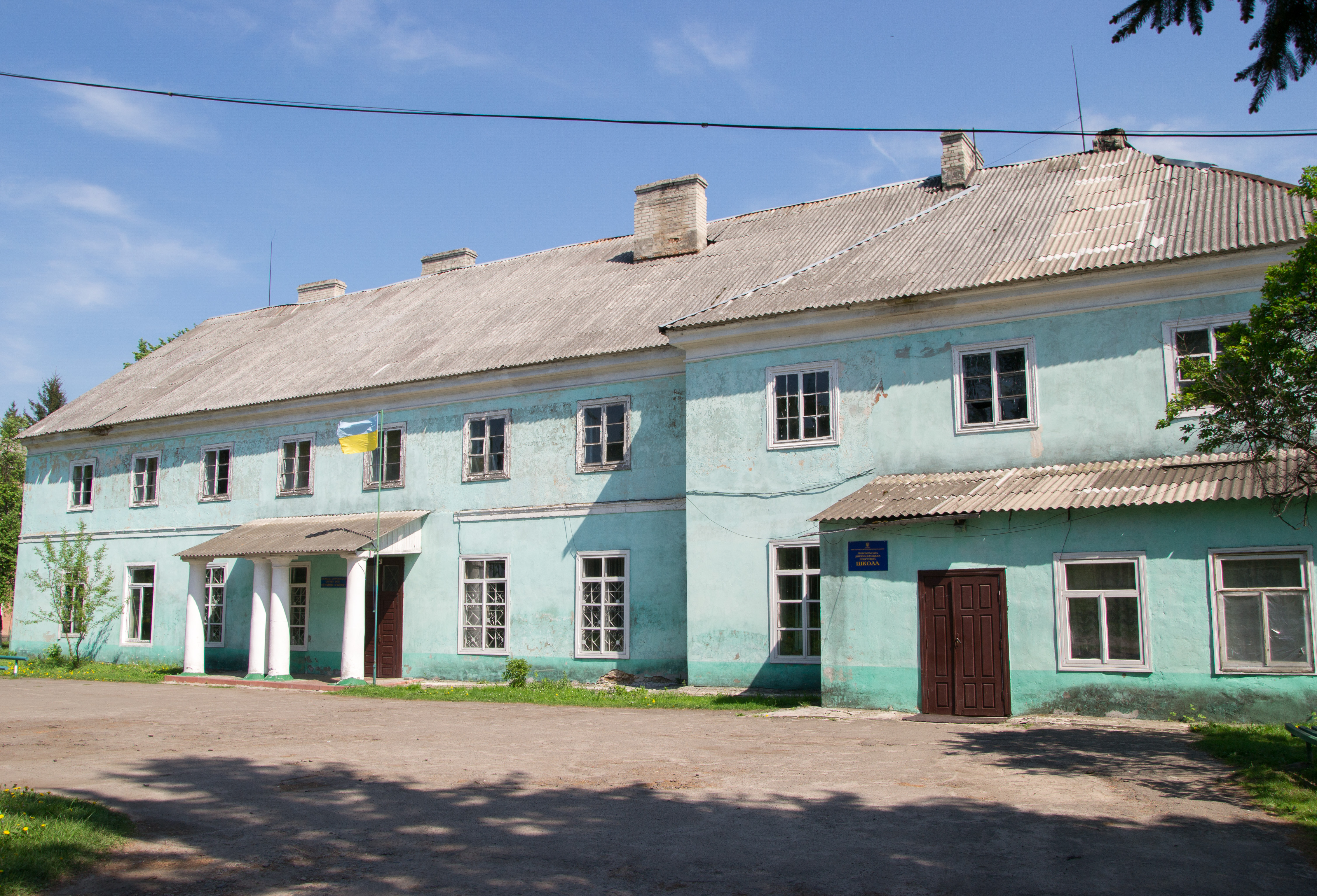
Zabudowania zespołu pałacowego
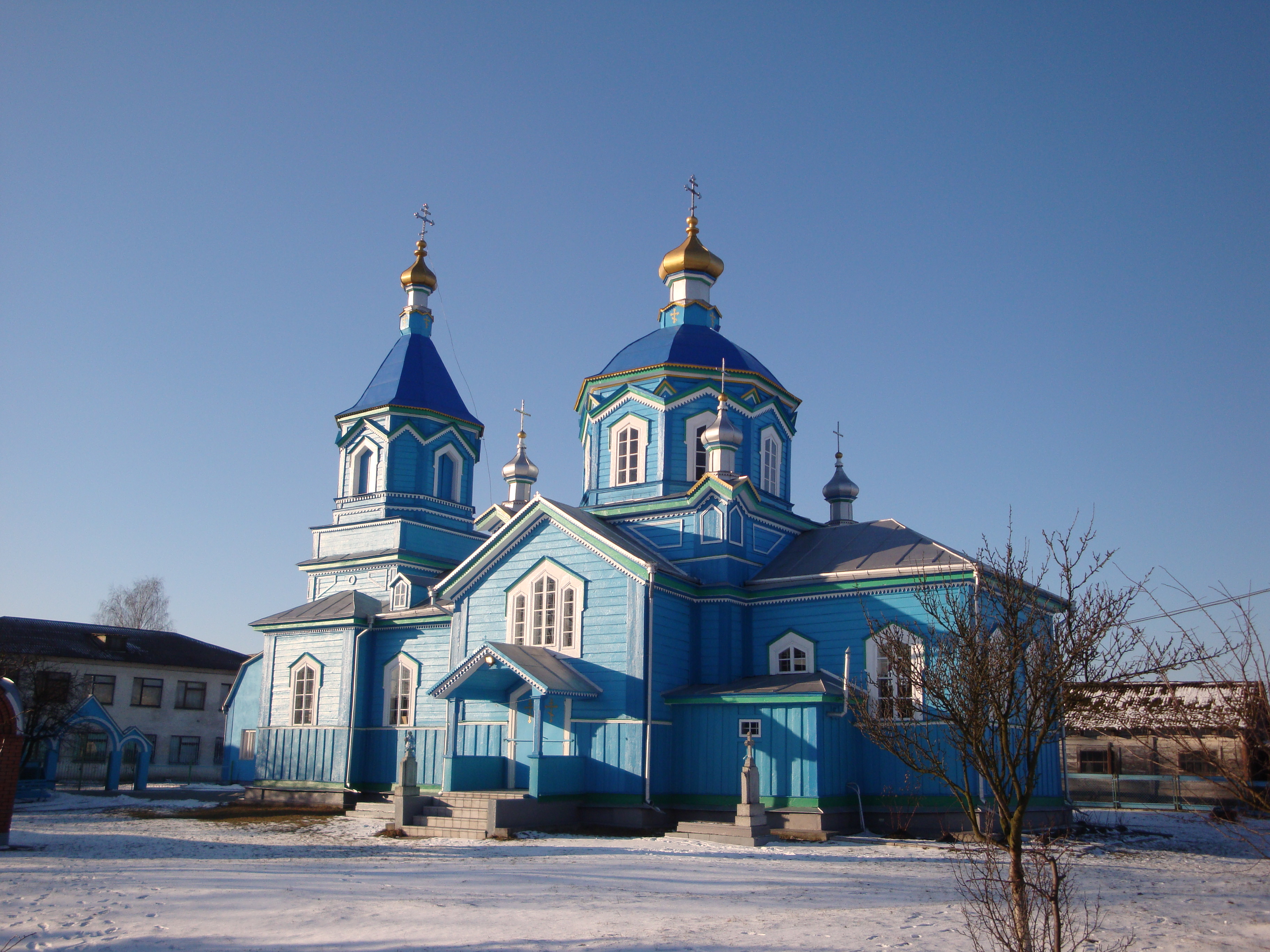
Cerkiew Narodzenia Bogurodzicy
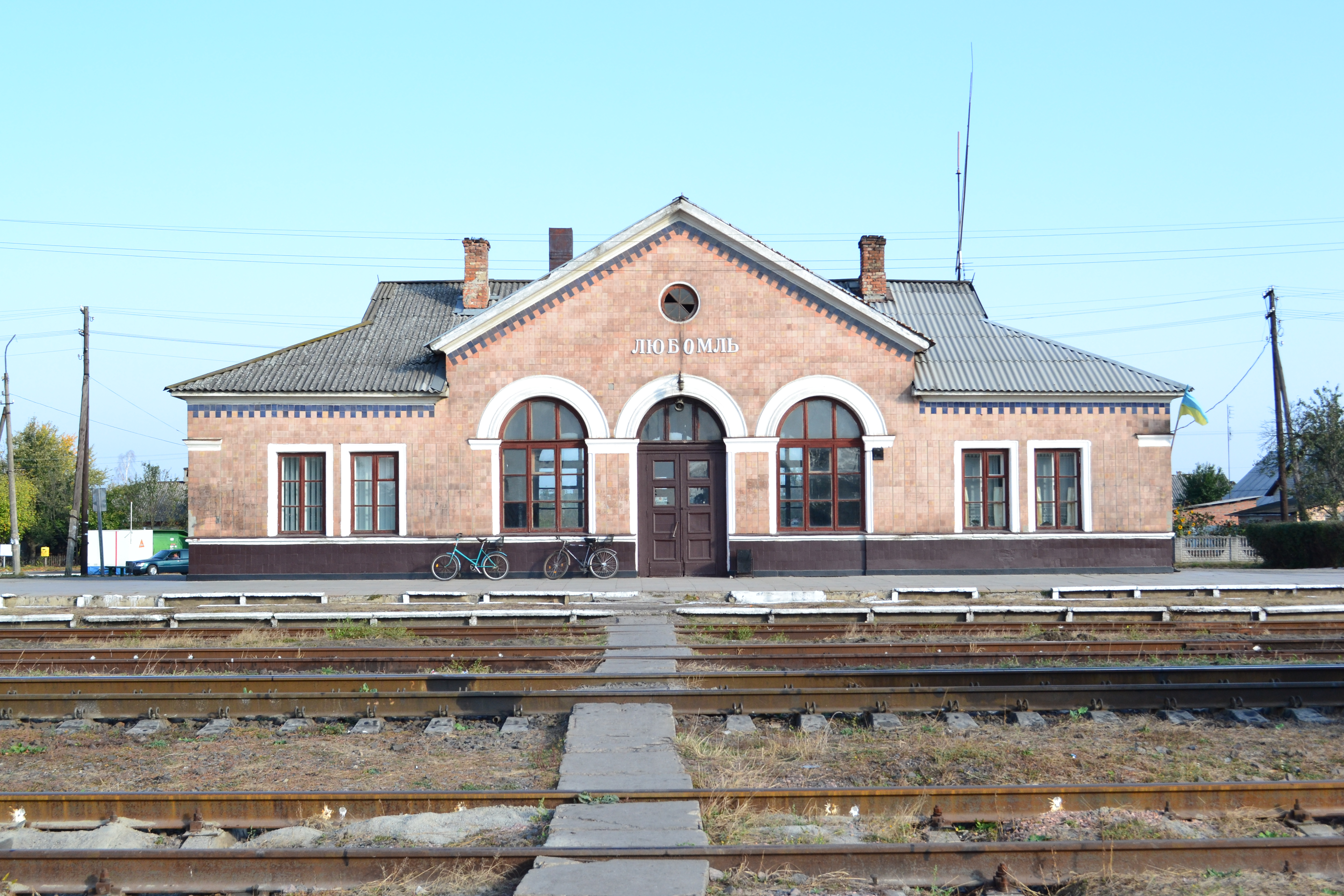
Stacja kolejowa
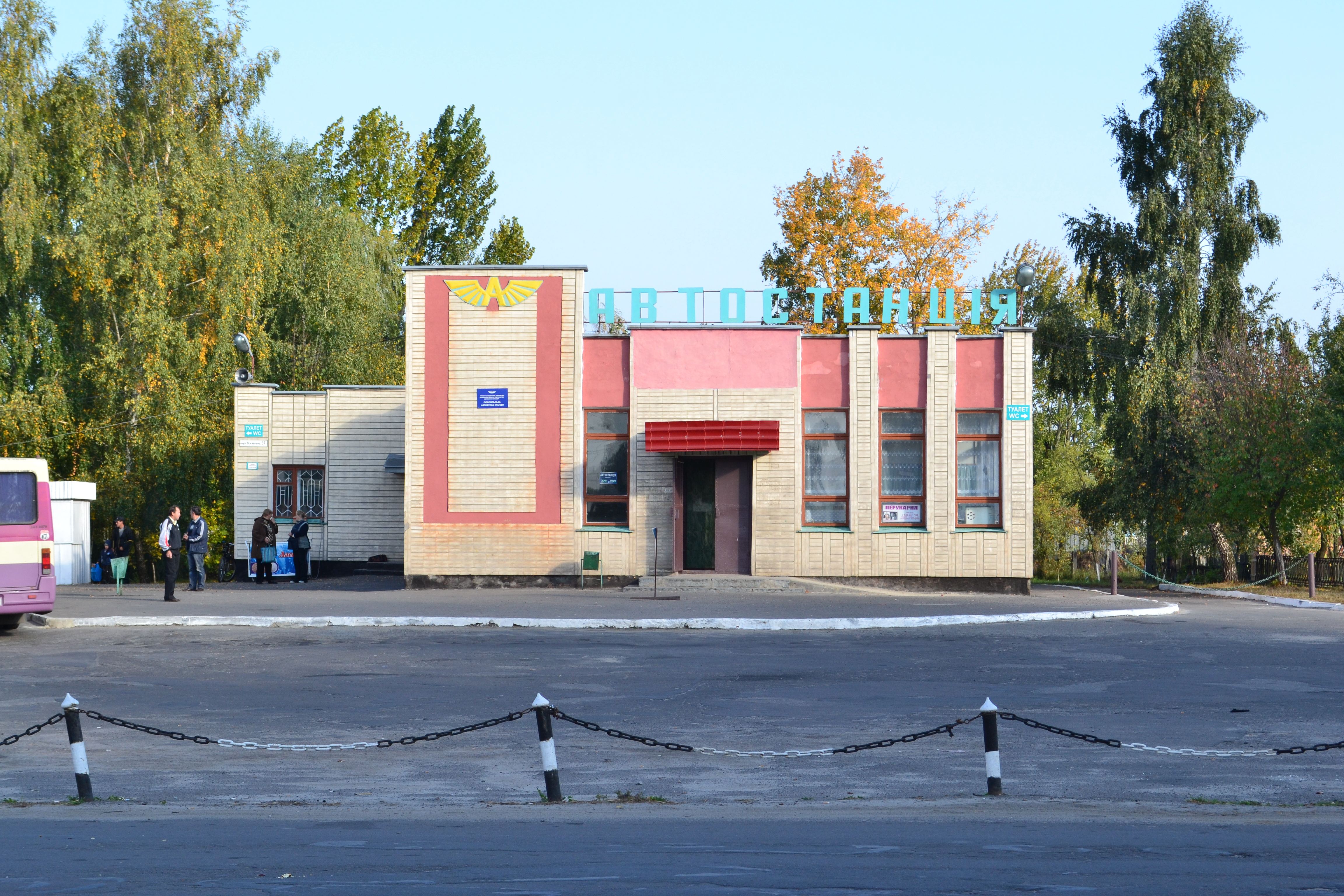
Dworzec autobusowy

## Transport
W Lubomlu czynne są stacja kolejowa i dworzec autobusowy.

## Ludzie urodzeni w Lubomlu
- Stefan Angielski (1929-2022), polski lekarz, prof. nauk medycznych, członek PAN, kawaler Orderu Odrodzenia Polski
- Małgorzata Książek-Czermińska (1940), polski filolog, profesor
- Katarzyna Potocka (1825–1907), polska arystokratka i działaczka społeczna